# 奧特泰爾半島鎮區 (明尼蘇達州卡斯縣)
奧特泰爾半島鎮區（英語：Otter Tail Peninsula Township）是一個位於美國明尼蘇達州卡斯縣的行政鎮區。

## 人口
根據2020年美國人口普查的數據，奧特泰爾半島鎮區的面積為194.50平方千米，當中陸地面積為166.50平方千米，而水域面積為28.00平方千米。當地共有人口82人，而人口密度為每平方千米0人。